# Águila-eiland
Het eiland Águila (Spaans: Islote Águila, Nederlands: Adelaareiland) is een klein Chileens eilandje en het zuidelijkste punt van Zuid-Amerika (eilanden meegerekend). Águila ligt op ruim 800 km van Greenwicheiland af en 900 km van het Antarctisch vasteland. 
Águila maakt deel uit van de Diego Ramírezeilanden en ligt in de Straat Drake.
Het eilandje is onbewoond en door het gure klimaat onherbergzaam. Ten noorden van het eiland liggen nog wat kleinere eilandjes en kliffen. Het eilandje wordt zelden door mensen bezocht.